# Dorney Park & Wildwater Kingdom
Dorney Park & Wildwater Kingdom est un complexe de loisirs comprenant un parc d'attractions et un parc aquatique situés sur la côte est des États-Unis. Plus précisément à South Whitehall Township, en Pennsylvanie, juste en dehors de Allentown, dans la Lehigh Valley.

## Histoire

### Débuts et changements de propriétaires

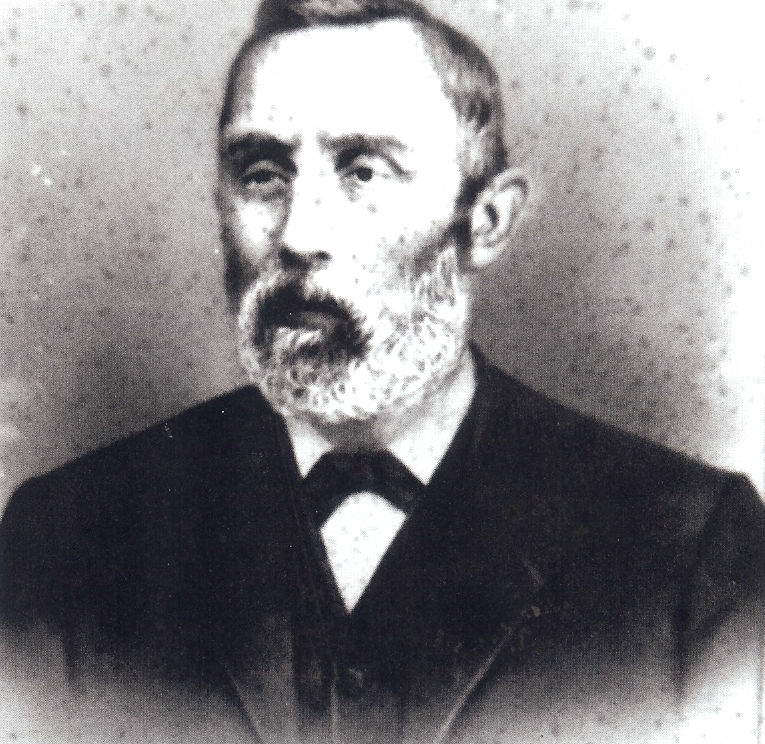
Solomon Dorney

L'histoire de Dorney Park commence en 1860, lorsque Solomon Dorney construit une écloserie de truites et une station balnéaire sur son domaine à l'extérieur d'Allentown. En 1870, Dorney décide de transformer le domaine en une attraction publique. Initialement, le site comportait des jeux, des manèges de style aire de jeux, des buvettes, des aires de pique-nique, un hôtel et un restaurant. Dans les années 1880, Dorney avait ajouté un petit zoo et des jardins.
Lorsque la société de traction Allentown-Kutztown a terminé sa ligne de tramway d'Allentown à Kutztown en 1899, la société a ajouté un arrêt à Dorney Park. Deux ans plus tard, la société de traction achète le parc et l'exploite jusqu'en 1923. Cette année-là, le parc est vendu à Robert Plarr et à deux autres associés. Plarr a rapidement racheté les parts de ses partenaires et a dirigé Dorney Park jusqu'à sa mort en 1966. La propriété est ensuite passée au fils de Plarr, Stephen, qui est décédé dans l'année. Robert F. Ott, le gendre de Plarr, a pris la relève en tant que propriétaire en 1967. En 1985, Ott a vendu Dorney Park à Harris Weinstein. Weinstein en a été propriétaire jusqu'en 1992, date à laquelle il a vendu le parc à Cedar Fair. C'est l'un des derniers Trolley parks encore en activité.

### Évolution des attractions
Les attractions sont allées et venues à Dorney Park comme le grand Carrousel de la Philadelphia Toboggan Company qui apparut en 1932 et fut détruit en septembre 1983 lors d'un incendie ou le Bucket O' Blood, un parcours scénique qui brûla la même année.
Le parc posséda une piscine du début des années 1900 jusqu'en 1963. Le bassin fut réutilisé comme bassin pour poissons d'un côté et comme passage du Old Mill de l'autre. Qui reçoit ensuite un nouveau thème ensuite par Bill Tracy pour devenir The Journey to the Center of the Earth. Le tout fut finalement rasé en 1992, après que Cedar Fair Entertainment ait acquis le parc.

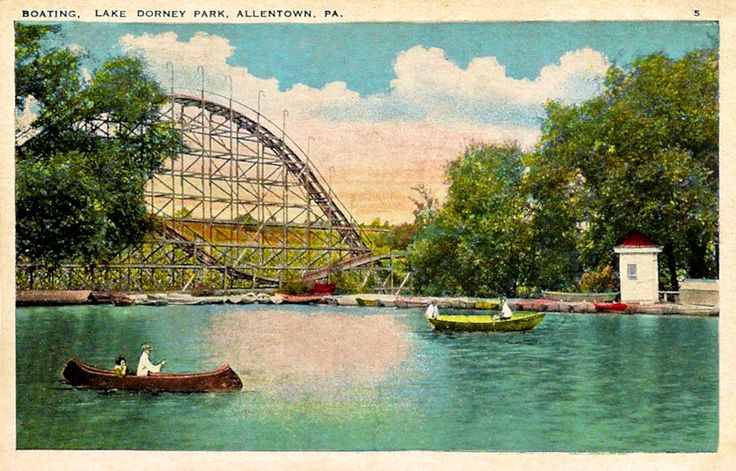
Dorney Park en 1925.

Le plus vieux parcours de montagnes russes du parc date de 1923. Connu simplement sous le nom Coaster, il fut baptisé Thunderhawk en 1989.
The Gold Mine, un effrayant walkthrough situé sous la maison de Solomon Dorney, au milieu du parc, près du carrousel fut fermé au milieu des années 1980. The Flying Dutchman, montagnes russes en métal de Pinfari, était situé à la place de l'actuelle grande roue. Il fut démonté en 1988 après de nombreux problèmes mécaniques.
En 1982 sont ajoutées les bûches connues sous le nom Thunder Creek Mountain et toujours opérationnelles à ce jour.
La mascotte du parc devint officiellement Alfundo. En 1983, après des années de bataille, la route qui traversait le parc fut fermée à la circulation, récupérée par le parc et transformée en allée. À partir de cette date, le parc fit payer son entrée et élimina le système de tickets pour chaque attraction. 
Un grave incendie détruisit une large section du parc durant l'automne 1983. C'est là que le carrousel, Bucket'O Blood, Flying Bobs, Skeeball et de nombreux stands furent détruits. 
En 1984, pour son centenaire, le parc réussit à remplacer ses attractions notamment avec des modèles Enterprise, Music Express, Ranger et Apollo 2000. 
En 1985 fut construit le parc aquatique Wildwater Kingdom. L'admission se faisait indépendamment de celle du parc d'attractions. Le parc contenait une piscine à vagues, des toboggans aquatiques, une rivière rapide en bouées et une aire de jeu aquatique pour les petits.
L'année suivante, en 1986, un nouveau parcours de montagnes russes apparu. Laser de Anton Schwarzkopf, composé de deux loopings fut le troisième circuit de montagnes russes du parc. Deux ans plus tard, des montagnes russes junior furent ajoutées. Elles furent baptisées Little Laser.
Les montagnes russes en bois nommées Hercules apparurent en 1989.
En 1991, Dorney Park ajoute plusieurs manèges et améliore sa thématique et ses paysages. C'est alors que Cedar Fair Entertainment devint acquéreur. Des bûches furent ajoutées l'année suivante sous le nom Pepsi Chute (devenues aujourd'hui White Water Landing).
À partir de 1995, l'entrée de Dorney Park et celle de Wildwater Kingdom devint unique. Le slogan de l'époque était d'ailleurs Two Parks for The Price Of One (« deux parcs pour le prix d'un »).
En 1996, la construction de l'hypercoaster Steel Force commence. L'ouverture fut officielle au printemps 1997. Les nouveautés continuèrent avec Dragon Coaster en 1998, Wild Mouse en 1999, …
En 2000, la zone Camp Snoopy réservée aux enfants apparut dans le parc avec les montagnes russes junior Woodstock Express.
En 2001, les montagnes russes inversées de Bolliger & Mabillard, Talon prirent place dans le parc. L'attraction est inspirée de Batman: The Ride dans le concept, mais ressemble plus en réalité au Raptor de Cedar Fair.
Le 7 mai 2005, le parc ouvre Hydra: the Revenge, montagnes russes sans sol, qui coûtât 13 millions de dollars.
Le 22 septembre 2007 annonce l'arrivée de nouvelles montagnes russes. L'attraction ouverte en 2008 sous le nom de Voodoo est un ancien parcours de montagnes russes navette de Intamin connu sous le nom de Steel Venom et situé de 2000 à 2006 à Geauga Lake, à Aurora, dans l'Ohio.

## Le parc d'attractions

### Les montagnes russes

#### En fonction
| Nom de l'attraction | Type / Modèle                      | Constructeur                  | Année d'ouverture |
| ------------------- | ---------------------------------- | ----------------------------- | ----------------- |
| Hydra the Revenge   | Montagnes russes sans sol          | Bolliger & Mabillard          | 2005              |
| Iron Menace         | Machine plongeante                 | Bolliger & Mabillard          | 2024              |
| Possessed           | Montagnes russes navette inversées | Intamin                       | 2008              |
| Steel Force         | Hypercoaster Méga montagnes russes | D. H. Morgan Manufacturing    | 1997              |
| Talon               | Montagnes russes inversées         | Bolliger & Mabillard          | 2001              |
| Thunderhawk         | Montagnes russes en bois           | Philadelphia Toboggan Company | 1923              |
| Wild Mouse          | Wild Mouse                         | Maurer Söhne                  | 2000              |
| Woodstock's Express | Montagnes russes assises junior    | Zamperla                      | 2000              |

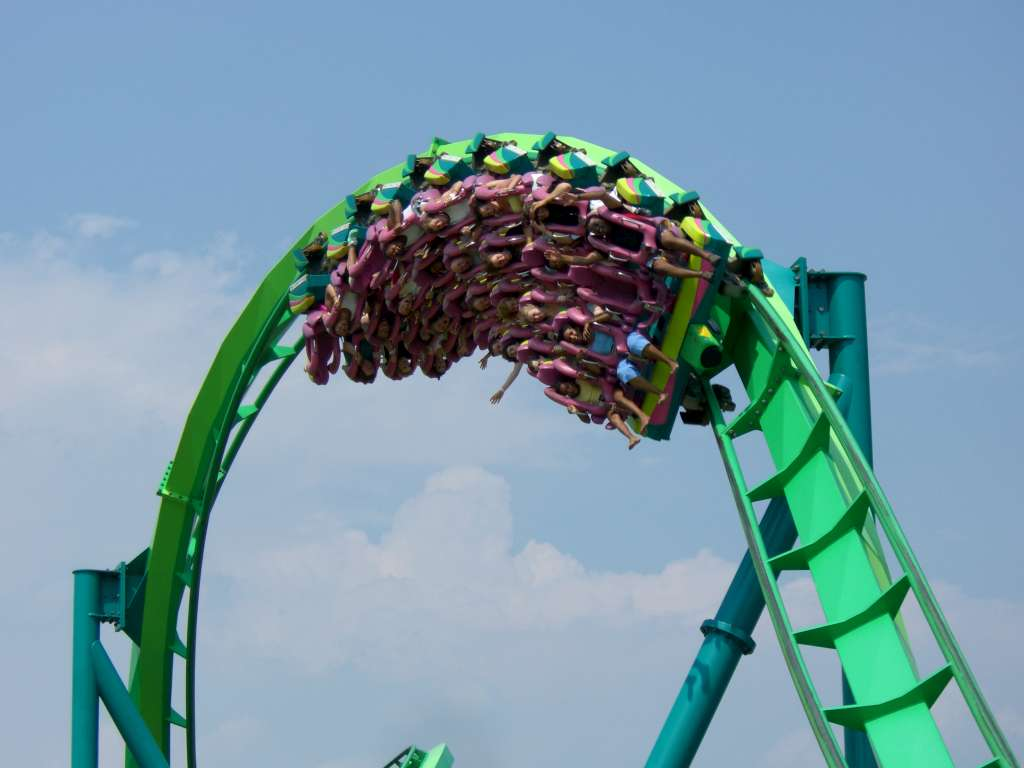
Hydra the Revenge
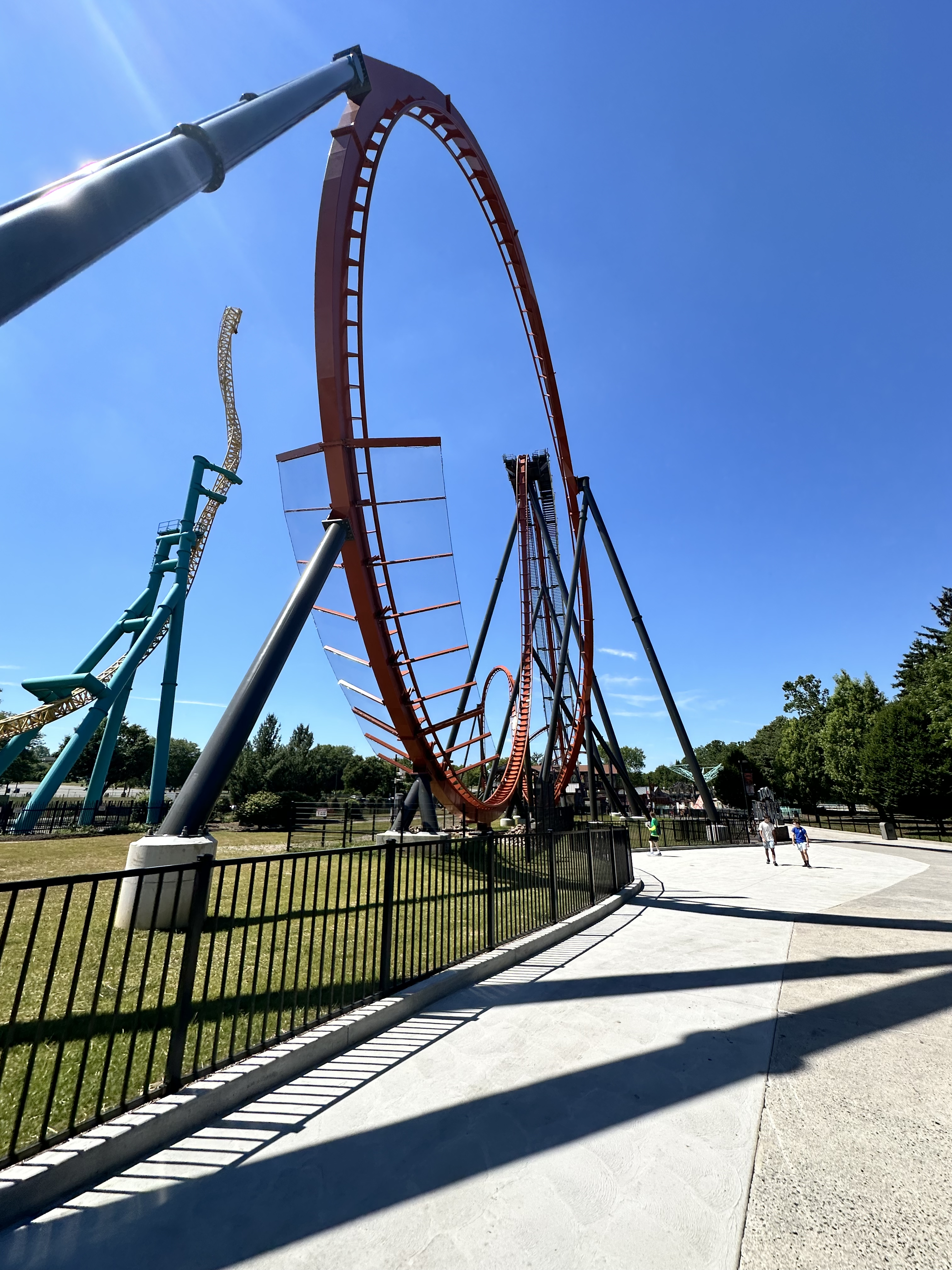
Iron Menace
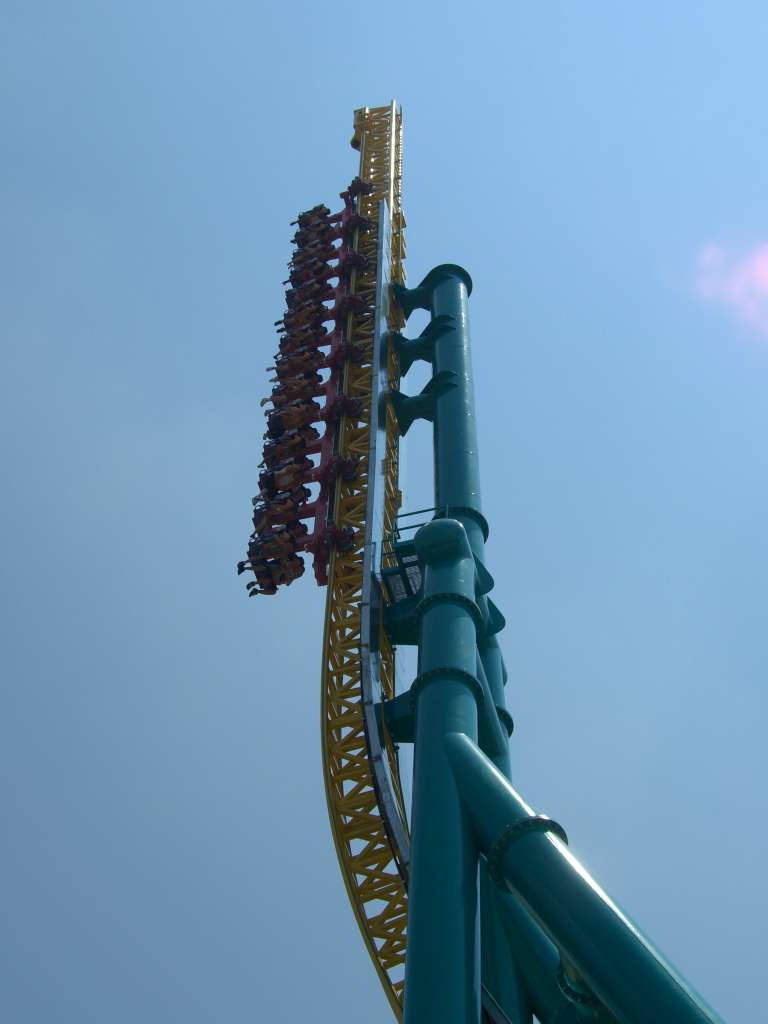
Possessed
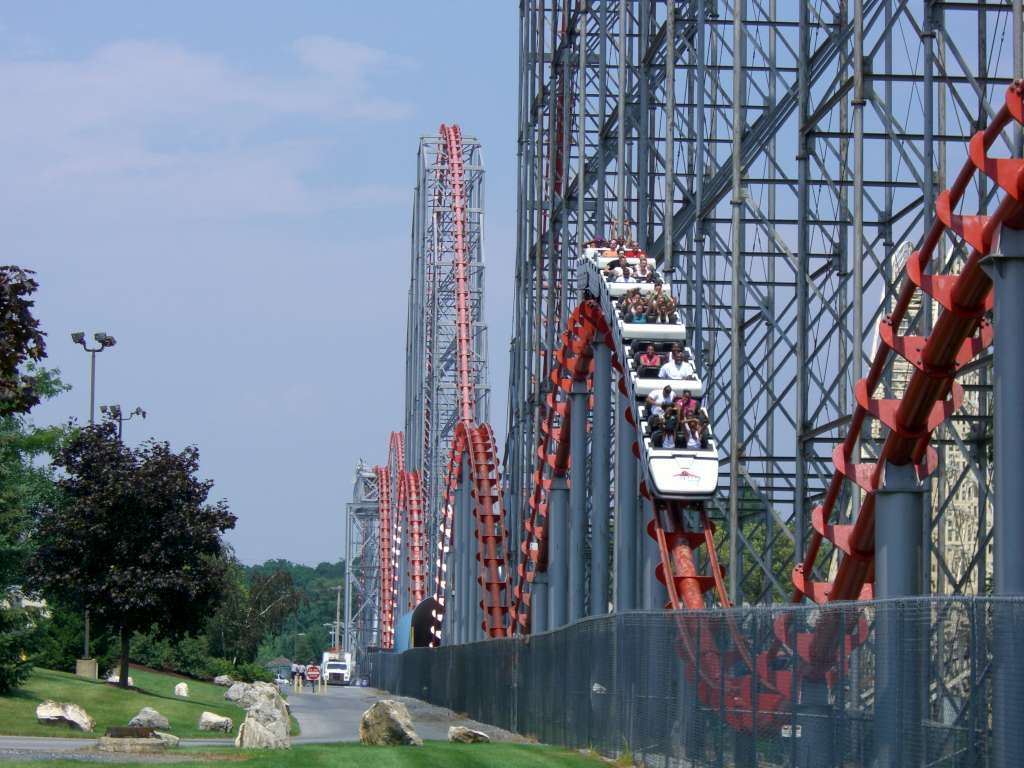
Steel Force
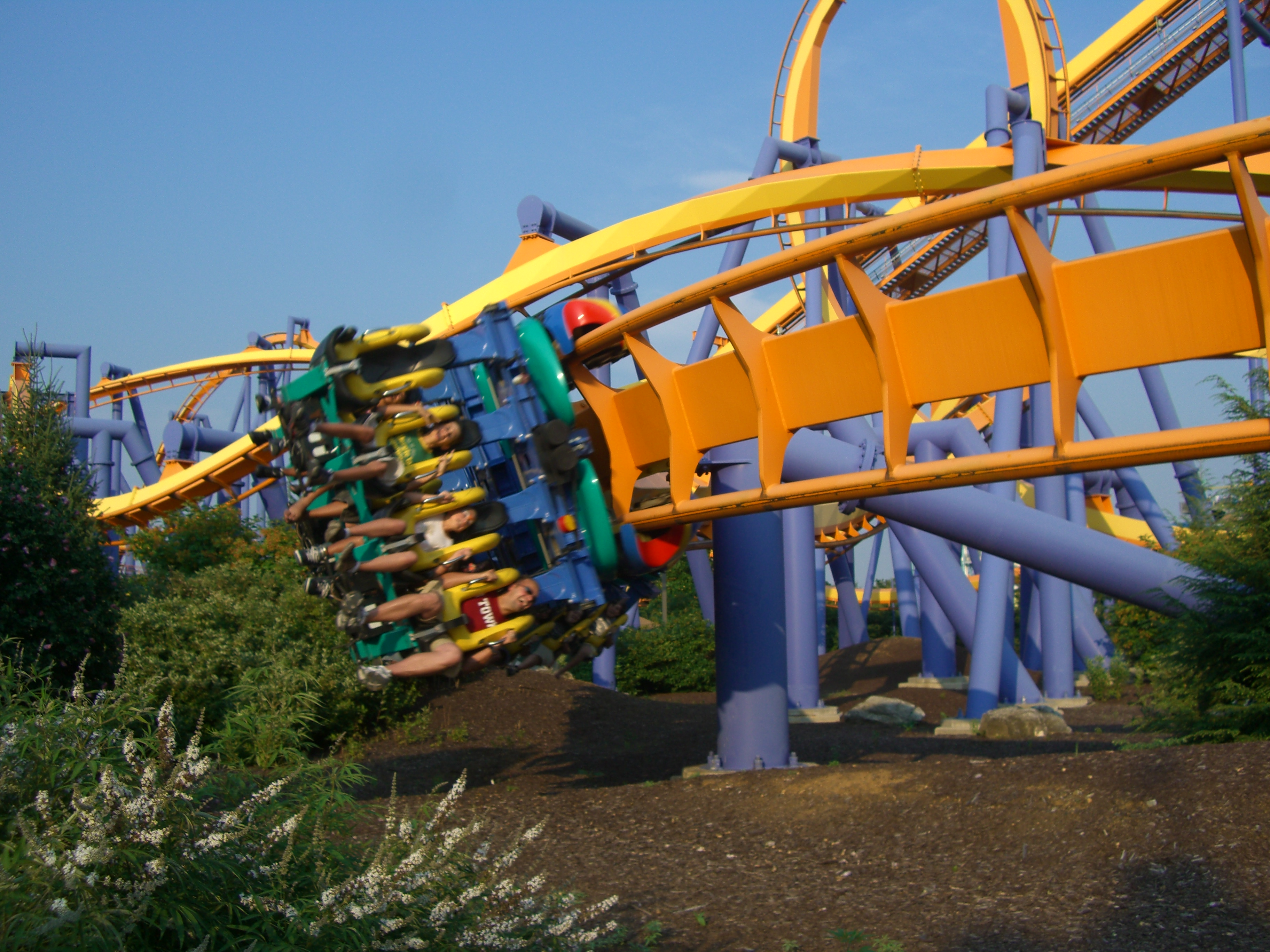
Talon
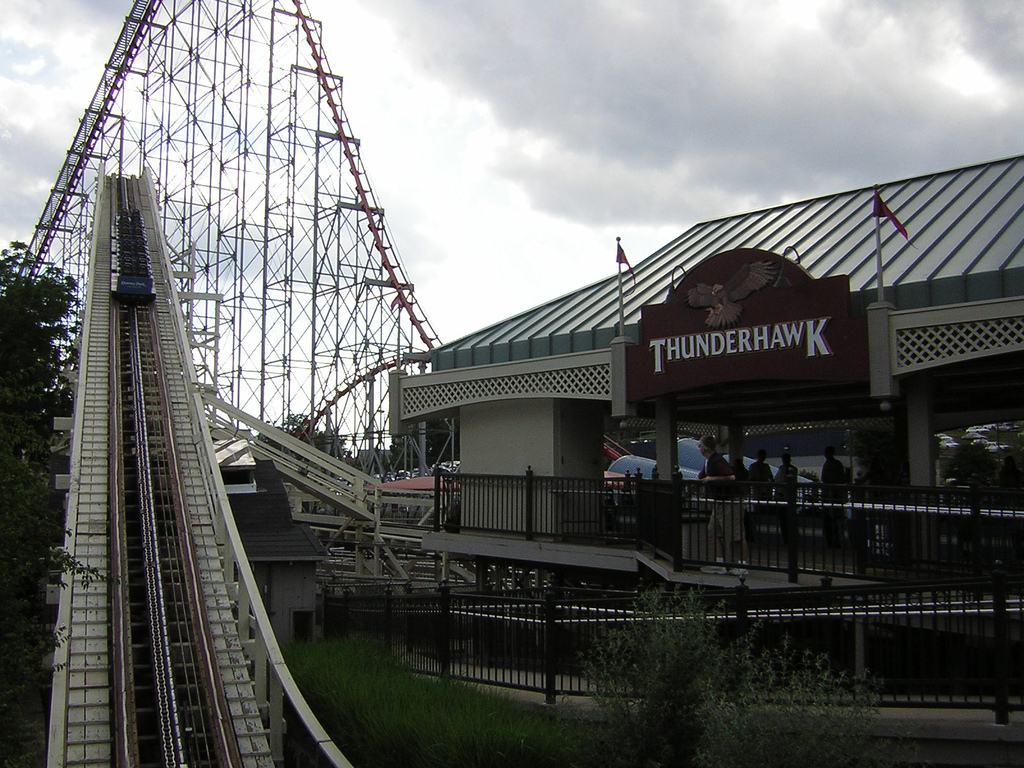
Thunderhawk
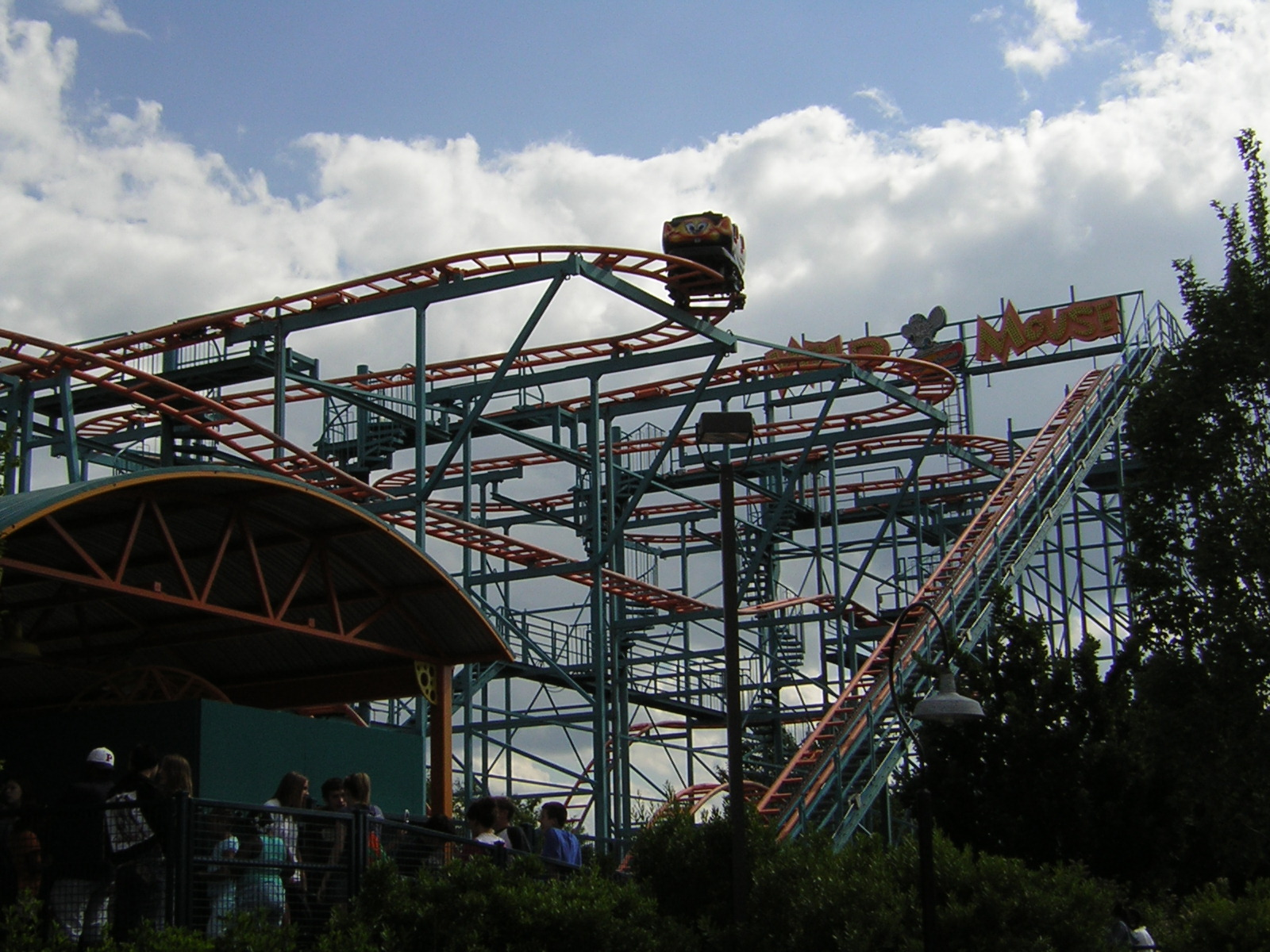
Wild Mouse
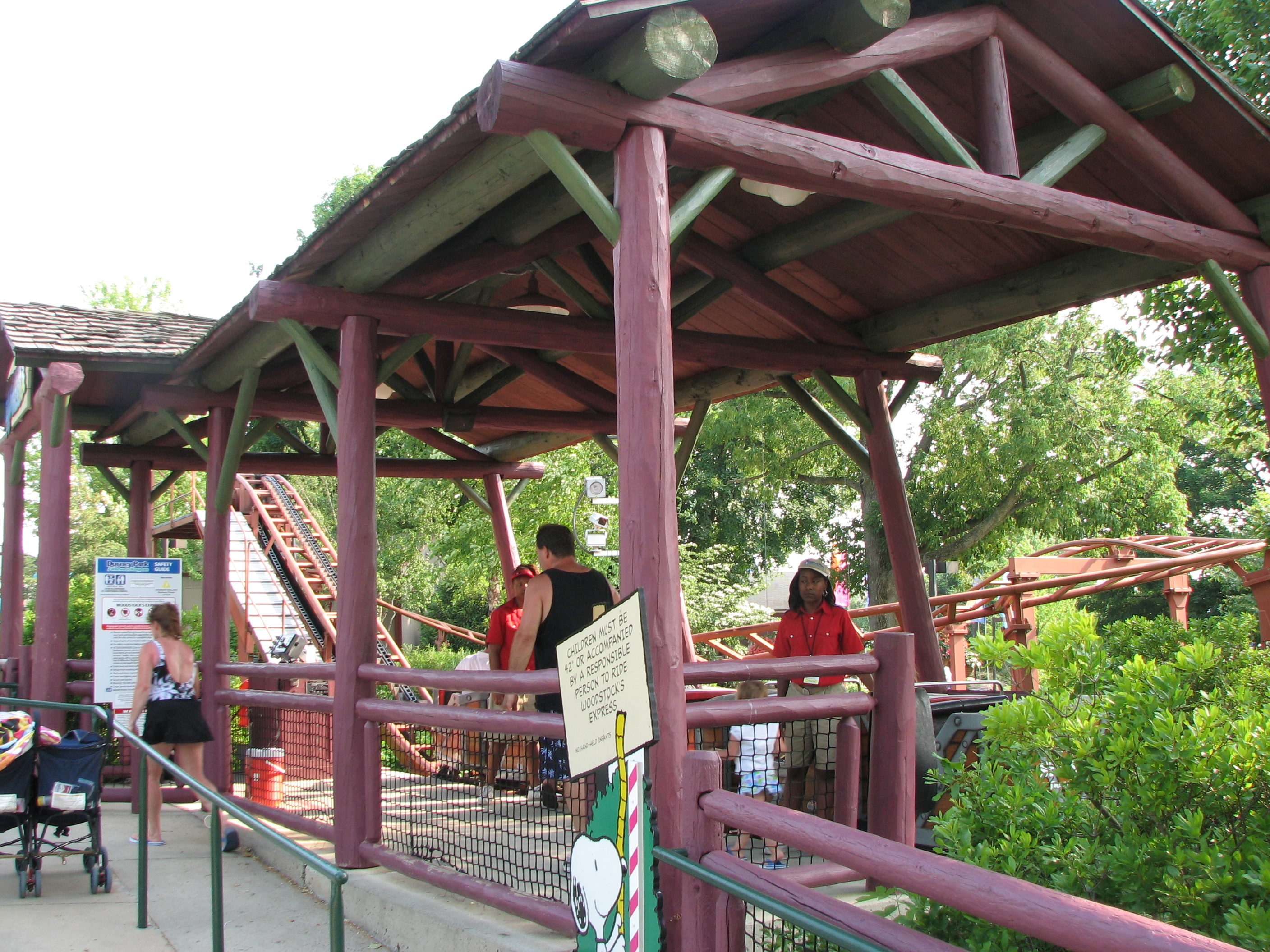
Woodstock's Express

#### Disparues
| Nom de l'attraction | Type                            | Constructeur        | Année de fonctionnement |
| ------------------- | ------------------------------- | ------------------- | ----------------------- |
| Dragon Coaster      | E-Powered                       | Zamperla            | 1992 - 2010             |
| Flying Dutchman     | Montagnes russes en métal       | Pinfari             | 1972 - 1985             |
| Hercules            | Montagnes russes en bois        | Dinn Corporation    | 1989 - 2003             |
| Stinger             | Invertigo Navette inversées     | Vekoma              | 2012- 2017              |
| Laser               | Montagnes russes en métal       | Anton Schwarzkopf   | 1986 - 2008             |
| Little Laser        | Montagnes russes assises junior | Herschell           | 1990 - 2010             |
| Mini Coaster        | Montagnes russes assises junior | Schiff              | 1952 - 1980             |
| Scenic Railway      | Montagnes russes en bois        | Frederick Ingersoll | 1903 - 1920             |
| Wild Mouse          | Montagnes russes en métal       | Schiff              | 1964 - 1965             |

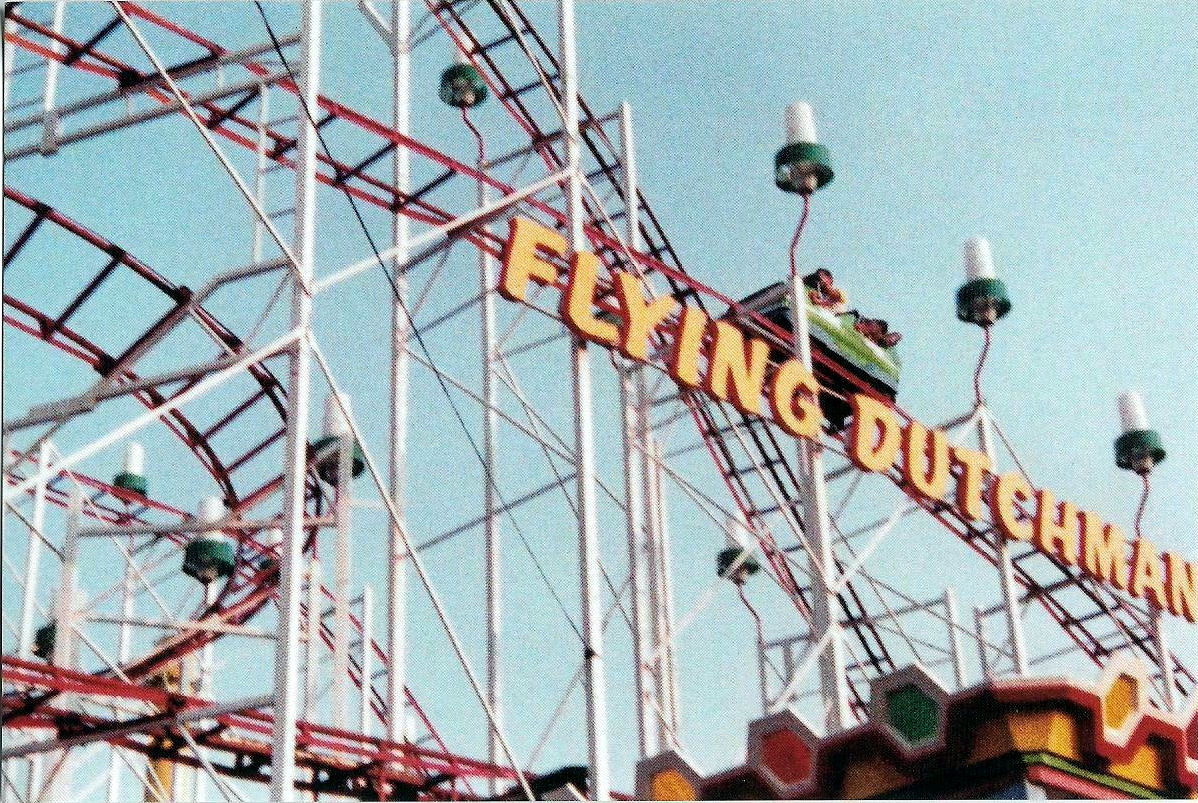
Flying Dutchman
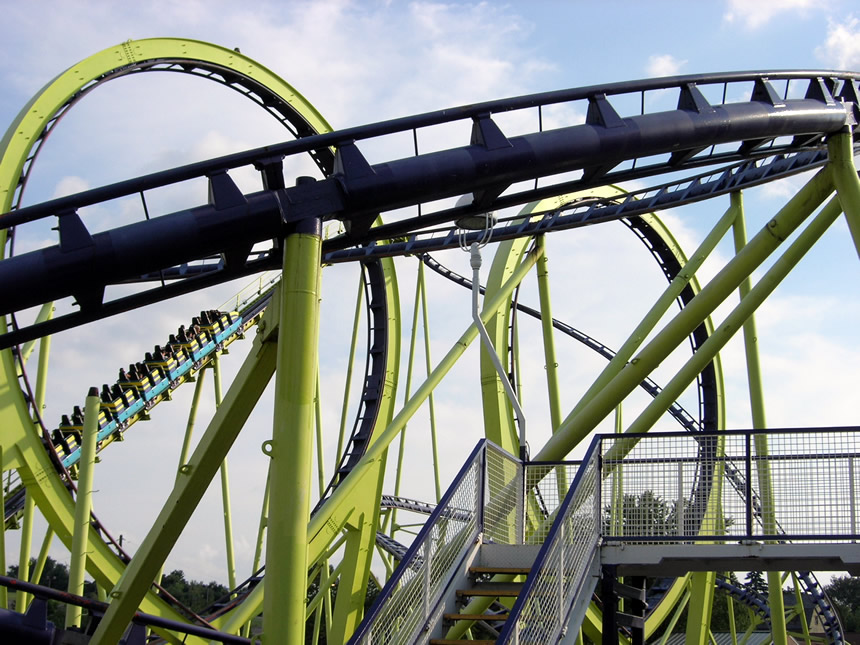
Laser
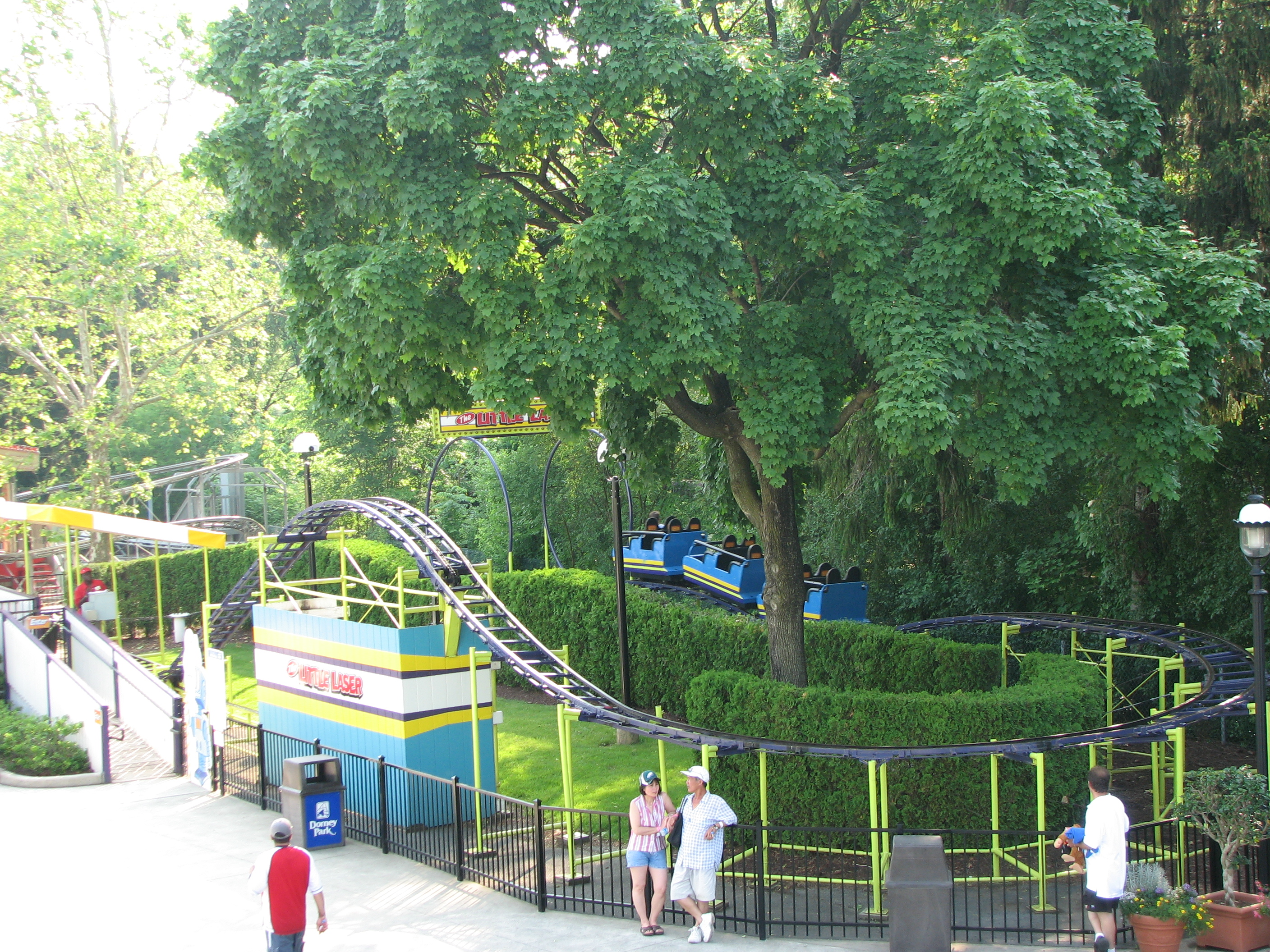
Little Laser
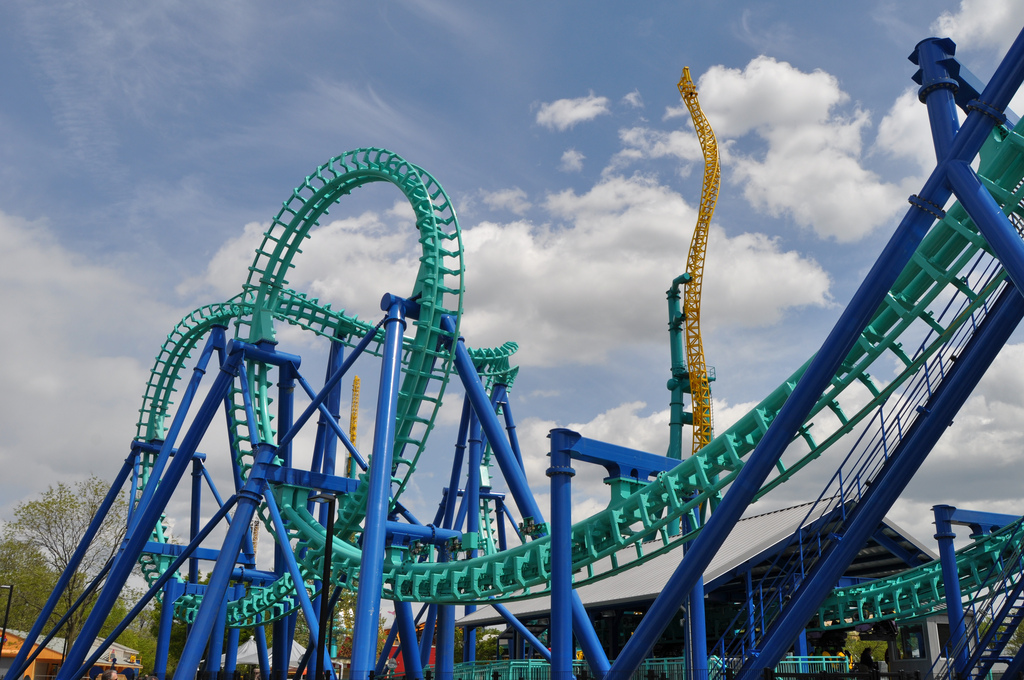
Stinger

### Les attractions aquatiques
- Thunder Canyon  Water Ride - Rivière rapide en bouées
- Thunder Creek Mountain - Bûches
- White Water Landing - Shoot the Chute

### Autres attractions

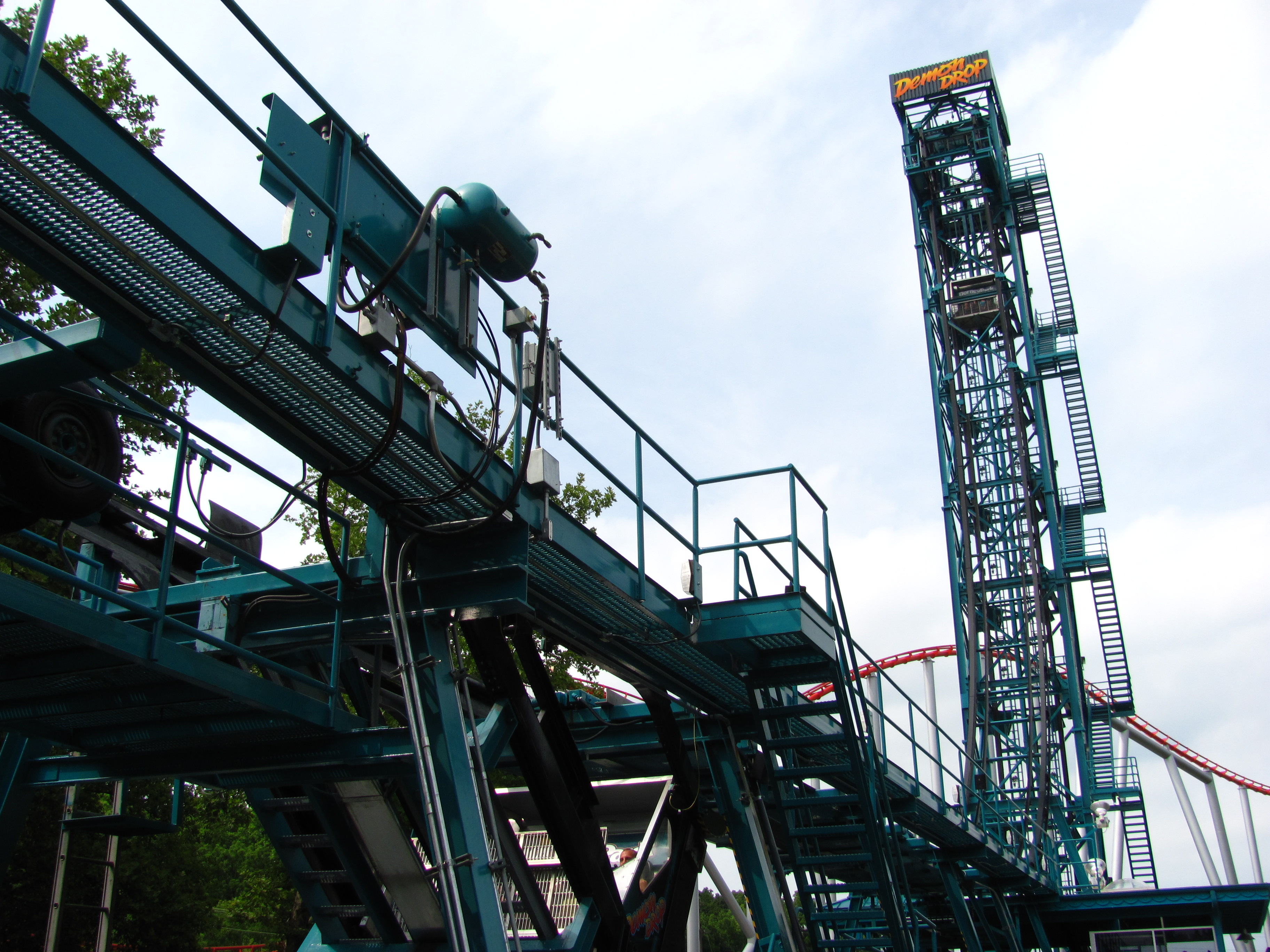
Demon Drop

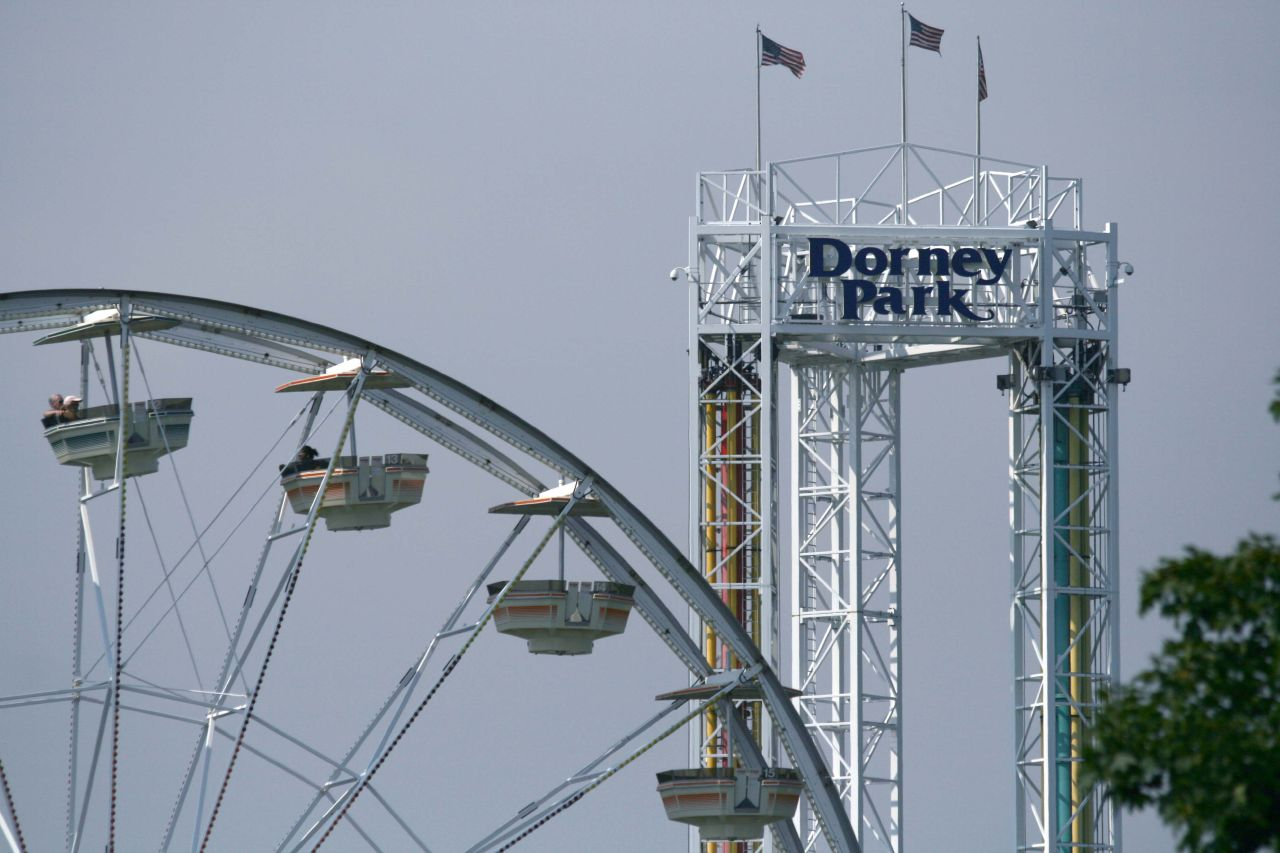
Dominator et la grande roue

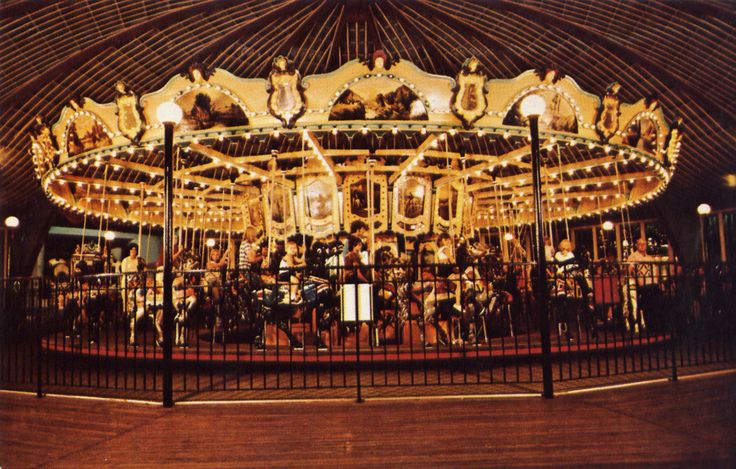
Antique Carousel

- Antique Carousel - Carrousel de la Dentzel Carousel Company. Créé 1921, il a fonctionné à Cedar Point de 1972 à 1995 avant d'être ajouté à Dorney Park.
- Apollo - Swing Around de Soriani and Moser (1984)
- Cedar Creek Cannonball - Train de Crown Metal Products (1993)
- Cedar Creek Flyers - Flying Scooters de Larson International (2015)
- Demon Drop - Chute libre d'Intamin (2010)
- Dogmen - Auto-tamponneuses de Soli (2017)
- Dominator - Space Shot/Turbo Drop de S&S Worldwide (1999)
- Enterprise - Enterprise de Huss Park Attractions (1984)
- Ferris Wheel - Grande roue de Chance Rides (1991)
- Kaleidoscope - Troïka de Huss Park Attractions (2017)
- Meteor - Hawk de Zamperla (2002)
- Monster - Monster de Eyerly Aircraft Company (1995)
- Musik Express - Music Express de Mack Rides (1984)
- Revolution - Revolution de Chance (2004)
- Road Rally - Parcours de voitures de Chance Rides (1994)
- Scrambler - Scrambler d'Eli Bridge (1970)
- Sea Dragon - Bateau à bascule de Chance Rides (1984)
- The Whip - The Whip de W.F. Mangels (1920)
- Tilt A Whirl - Tilt-A-Whirl de Sellner (2002)
- Wave Swinger - Chaises volantes de Zierer (1985)
- Zephyr Railroad - Train (1935)

## Wildwater Kingdom
Situé au fond de Dorney Park, il contient une douzaine d'attractions aquatiques et des piscines. Ouvert depuis 1985, il est devenu une destination majeure de l'été, principalement pour les habitants de la Lehigh Valley.
Wildwater Kingdom possède 22 toboggans aquatiques, trois aires de jeux aquatiques pour enfants, une maison du rire aquatique, deux rivières artificielles, deux piscines à vagues, ainsi que d'autres attractions aquatiques.

## Dorney Park à l'écran
Le parc a servi à plusieurs reprises de décor pour le cinéma ; 
- Les Gamines explosives - Dans ce film de 1968 on peut observer de nombreuses anciennes attractions du parc comme Bucket O' Blood, Journey  to the Center of the Earth, Scrambler, Thunderhawk, et l'entrée avec l'ancienne mascotte Alfundo.
- Hairspray - Dans le film de John Waters de 1988, le personnage de Franklin von Tussel (joué par Sonny Bono) possède un parc d'attraction.
- Durant l'été 2006, le clip musical de Kidz Bop fut tourné au parc.